# Chuck Noll
Charles Henry „Chuck“ Noll (* 5. Januar 1932 in Cleveland, Ohio; † 13. Juni 2014 in Pittsburgh, Pennsylvania) war ein US-amerikanischer American-Football-Spieler und -Trainer in der National Football League (NFL). Noll gewann als Head Coach der Pittsburgh Steelers viermal den Super Bowl.

## Spieler

### College
Chuck Noll wurde als Sohn einer aus Deutschland stammenden Familie in Cleveland geboren. Bereits auf der Highschool spielte er American Football. Nach seinem Schulabschluss erhielt er ein Stipendium an der University of Dayton und studierte Lehramt. Für die Footballmannschaft des Colleges, die Daytona Flyers, spielte er als Mannschaftskapitän des Teams gleichfalls American Football.

### Profi
Noll wurde im Jahr 1953 von den Cleveland Browns in der 20. Runde als 239 Spieler im NFL Draft ausgewählt. Für die von Paul Brown trainierten Browns spielte er zunächst als Guard und wechselte später auf die Position eines Linebackers. In der Defense des Teams spielten zahlreiche All-Pro-Spieler wie Len Ford oder Dante Lavelli. In seinem Rookiejahr scheiterte Noll noch im NFL-Meisterschaftsspiel mit 17:16 an den Detroit Lions. In den folgenden Spieljahren konnte beide Endspiele gewonnen werden. Im Jahr 1954 gegen die Lions mit 54:10 und 1955 gegen die Los Angeles Rams mit 38:14. In beiden Spielen kam Noll als Starter zum Einsatz. In den Jahren 1957 und 1958 scheiterten die Browns noch zweimal im NFL Endspiel. Nach der Saison 1959 beendete Noll seine Spielerlaufbahn.

## Trainer

### Assistenztrainer
Im Jahr 1960 wurde Noll Assistenztrainer von Sid Gillman bei den Los Angeles Chargers. Die Chargers spielten in der neugegründeten American Football League (AFL), einer Konkurrenzliga der NFL. Wie als Spieler war Noll auch als Trainer Defensespezialist und war bei dem Team aus Los Angeles bzw. seit 1961 aus San Diego für die Abwehr verantwortlich. Die Chargers konnten sich sofort als Spitzenteam in der Liga etablieren. Bis 1965 zogen sie insgesamt fünfmal in das AFL Meisterschaftsspiel ein. Im Jahr 1963 wurden die Boston Patriots im Endspiel mit 51:10 geschlagen. Noll's Rückraumverteidigung ließ lediglich 186 Yards Raumgewinn durch Passspiel zu, die Chargers erreichten 292 Yards. Bei dem insgesamt erzielten Raumgewinn war das Verhältnis mit 610 zu 291 Yards noch deutlicher.
Nach der Saison 1965 wechselte Noll zu den von Don Shula trainierten Baltimore Colts. Die Colts, ein Team der NFL, waren für ihre überragende Offense bekannt, die von Quarterback Johnny Unitas angeführt wurde, aber auch die Defense der Mannschaft aus Baltimore war mit Spielern wie Bobby Boyd oder Mike Curtis sehr gut besetzt. Noll übernahm die Verantwortung für das Defensive Backfield der Mannschaft. 1967 konnte Bubba Smith als Verstärkung für die Abwehr verpflichtet werden. Die Colts hatten ein gutes Jahr 1967, scheiterten aber im letzten Spiel der Regular Season am Einzug in die Play-offs. Im folgenden Jahr konnten sie sich allerdings im NFL Endspiel gegen die Browns mit 34:0 durchsetzen. Nolls Defensive Backfield ließ lediglich einen Raumgewinn von 117 Yards durch Passspiel zu, dem standen 169 Yards Raumgewinn der Colts gegenüber. Durch den Endspielsieg konnten die Colts in den Super Bowl einziehen, wo sie sich allerdings im Super Bowl III den von Weeb Ewbank trainierten New York Jets mit 16:7 geschlagen geben mussten. Obwohl das Spiel lange Zeit ausgeglichen verlief, war die Abwehr der Colts nicht in der Lage den Quarterback der Jets, Joe Namath, zu stoppen, der es immer wieder verstand seine Wide Receiver anzuspielen.

### Head Coach
Die Erfolge von Noll hatten sich in der NFL herumgesprochen. Im Jahr 1969 lehnte Joe Paterno das Angebot die Pittsburgh Steelers zu trainieren ab. Der Weg war damit frei für Chuck Noll, der den Steelers bis 1991 treu blieb. Der Abwehrspezialist Noll übernahm eine der schlechtesten Mannschaften der Liga. Sein Ziel war es, die Draft zu nutzen, um junge spielstarke Nachwuchstalente an die Mannschaft zu binden. Er selbst sah seine Aufgabe darin den Spielern seine Spielphilosophie zu vermitteln. Der Erfolg wurde durch eine Abwehr erzielt, die den Gegner nicht zur Entfaltung kommen ließ. Noll gelang es sich mit dieser Philosophie durchzusetzen. Seine Abwehr erhielt den Nicknamen Steel Curtain und dominierte in den nächsten Jahren die NFL.
Bereits 1969 stieß Joe Greene zum Team und Noll fing an seine Mannschaft sukzessive zu verstärken. Im Jahr 1970 stießen der Quarterback Terry Bradshaw und der Cornerback Mel Blount zur Mannschaft, 1971 gelang die Verpflichtung von Mel Hein. 1972 zogen die Steelers unter der Führung von Noll mit ihrem neuen Runningback Franco Harris zum ersten Mal in die Play-offs ein, wo das Team aber früh an den von Don Shula trainierten Miami Dolphins scheiterte. Vor der Saison 1974 konnten die Steelers dann weitere entscheidende Spielerverpflichtungen tätigen. Neben der Verpflichtung von Mike Webster und Jack Lambert gelang es mit John Stallworth und Lynn Swann zwei spielstarke Wide Receiver an den Verein zu binden. Wie von Noll beabsichtigt entwickelte sich seine Abwehr zu einem Bollwerk, sein Steel Curtain war bestens aufgestellt.
Im Jahr 1974 gewann die von Noll trainierte Mannschaft aus Pittsburgh zum ersten Mal den Super Bowl. Im Super Bowl IX wurden die Minnesota Vikings mit 16:6 geschlagen. Das Spiel wurde überwiegend von den beiden Abwehrreihen dominiert und der Quarterback der Vikings, Fran Tarkenton, konnte das Spiel seines Teams nicht entscheidend beeinflussen. 1975 folgte der zweite Einzug in den Super Bowl und diesmal konnten sich die Steelers im Super Bowl X gegen die Dallas Cowboys mit 21:17 durchsetzen. Nolls Steel Curtain zwang den Quarterback der Cowboys, Roger Staubach, zu drei spielentscheidenden Interceptions. 1978 gelang es Noll dann zum dritten Mal mit seinem Team in den Super Bowl einzuziehen. Im Super Bowl XIII waren erneut die Cowboys der Gegner. Der 35:31-Sieg musste hart erkämpft werden. Die von Tom Landry trainierten Cowboys zeigten sich als ebenbürtiger Gegner. Bradshaw hatte allerdings einen hervorragenden Tag erwischt und konnte vier Touchdowns erzielen. Auch die Saison 1979 konnten Noll und die Steelers mit einem Super-Bowl-Gewinn abschließen. Die Los Angeles Rams konnten sich als NFC-Team qualifizieren. Bis zum Ende des dritten Spielviertels konnten sich die Steelers nicht entscheidend absetzen. Erst im letzten Spielviertel gelang Terry Bradshaw ein 73-Yards-Touchdown-Pass auf Stallworth und Franco Harris ein Lauf in die Endzone der Rams. Der 31:19-Sieg war der vierte und letzte Super-Bowl-Gewinn von Noll. Bis 1991 konnte Noll noch viermal mit seiner Mannschaft in die Play-offs einziehen. Nach der Saison 1991, die mit sieben Siegen bei neun Niederlagen endete, setzte sich Noll zur Ruhe. Er wurde durch Bill Cowher ersetzt.
Noll bestritt als Head Coach 342 Spiele. Von denen gewann er 193 Spiele, was einem Durchschnitt von 56,6 Prozent entspricht. Von seinen 24 Spielen in den Play-offs konnte er 16 gewinnen – eine Siegquote von 66,7 Prozent.

## Bedeutung
Chuck Noll konnte nicht nur zahlreiche Titel gewinnen, er war auch Förderer von dunkelhäutigen Spielern und Trainern, wie Franco Harris, Mel Blount, Lynn Swann oder John Stallworth. Sie alle sind Mitglied in der Pro Football Hall of Fame. Tony Dungy war Spieler und Assistenztrainer bei Noll und gewann den Super Bowl XLI als Head Coach der Indianapolis Colts.

## Ehrungen
Charles Henry Noll wurde zweimal zum NFL Coach of the Year gewählt. Er ist Mitglied im NFL 1970s All-Decade Team, im NFL 1980s All-Decade Team und seit 1993 in der Pro Football Hall of Fame. Im Super Bowl XXVI und im Super Bowl XXXI nahm er den Münzwurf zur Platzwahl vor. Das Saint Vincent College benannte ein Spielfeld nach ihm.

## Privat
Noll war verheiratet und hatte ein Kind. Er lebte in einem Vorort von Pittsburgh. Chuck Noll wurde auf dem Christ Our Redeemer Catholic Cemetery in Pittsburgh beerdigt.